# فرنبرگ
فرنبرگ (به آلمانی: Verrenberg) یک منطقهٔ مسکونی در آلمان است که در اورینگین واقع شده‌است. فرنبرگ ۶۸۰ نفر جمعیت دارد.